# Жан-Франсуа Шампольйон
 Жан-Франсуа Шампольйон  (фр. Jean-François Champollion; (23 грудня 1790 — 4 березня 1832) — великий французький історик-орієнталіст і лінгвіст, визнаний засновник єгиптології. Завдяки проведеній ним розшифровці тексту Розетського каменю 14 вересня 1822 стало можливим читання ієрогліфів і подальший розвиток єгиптології як науки.
Жан-Франсуа Шампольйон народився 23 грудня 1790 в місті Фіжак у провінції Дофіне (сучасний департамент Ло) і був молодшим із сімох дітей, двоє з яких померли ще в дитинстві, до його народження. Цікавість до давньої історії на хвилі посиленої уваги до Стародавнього Єгипту після єгипетської кампанії Наполеона Бонапарта 1798–1801 у нього розвинув його брат, археолог Жак-Жозеф Шампольйон-Фіжак.

## Біографія та кар'єра вченого
Жан-Франсуа Шампольйон рано зайнявся самостійними дослідженнями, користуючись порадами Сільвестра де Сасі. Ще будучи дитиною, він продемонстрував геніальні здібності до вивчення мов. До 16-річного віку вивчив 12 мов і представив Гренобльській Академії свою наукову працю «Єгипет за фараонів» («L'Egypte sous les Pharaons» , видану у 1811), в якій показав ґрунтовне знання коптської мови. У свої 20 років вільно володів французькою, латиною, давньогрецькою, гебрейською, арабською, коптською, зендською, Пехлеві, сирійською, арамейською, фарсі, амхарською, санскритом і китайською мовами.
У віці 18 років 10 липня 1809 Шампольйон став професором історії в Греноблі. Брат Шампольйона, Жак-Жозеф Фіжак, був ревним бонапартистом і після повернення Наполеона Бонапарта з острова Ельба був призначений особистим секретарем імператора. Увійшовши 7 березня 1815 в Гренобль, Наполеон зустрічався з братами Шампольйонами і зацікавився дослідженнями Жана-Франсуа. Попри те, що Наполеону потрібно було вирішувати важливі військово-політичні завдання, він ще раз особисто відвідав молодого єгиптолога в місцевій бібліотеці і продовжив розмову про мови Стародавнього Сходу.

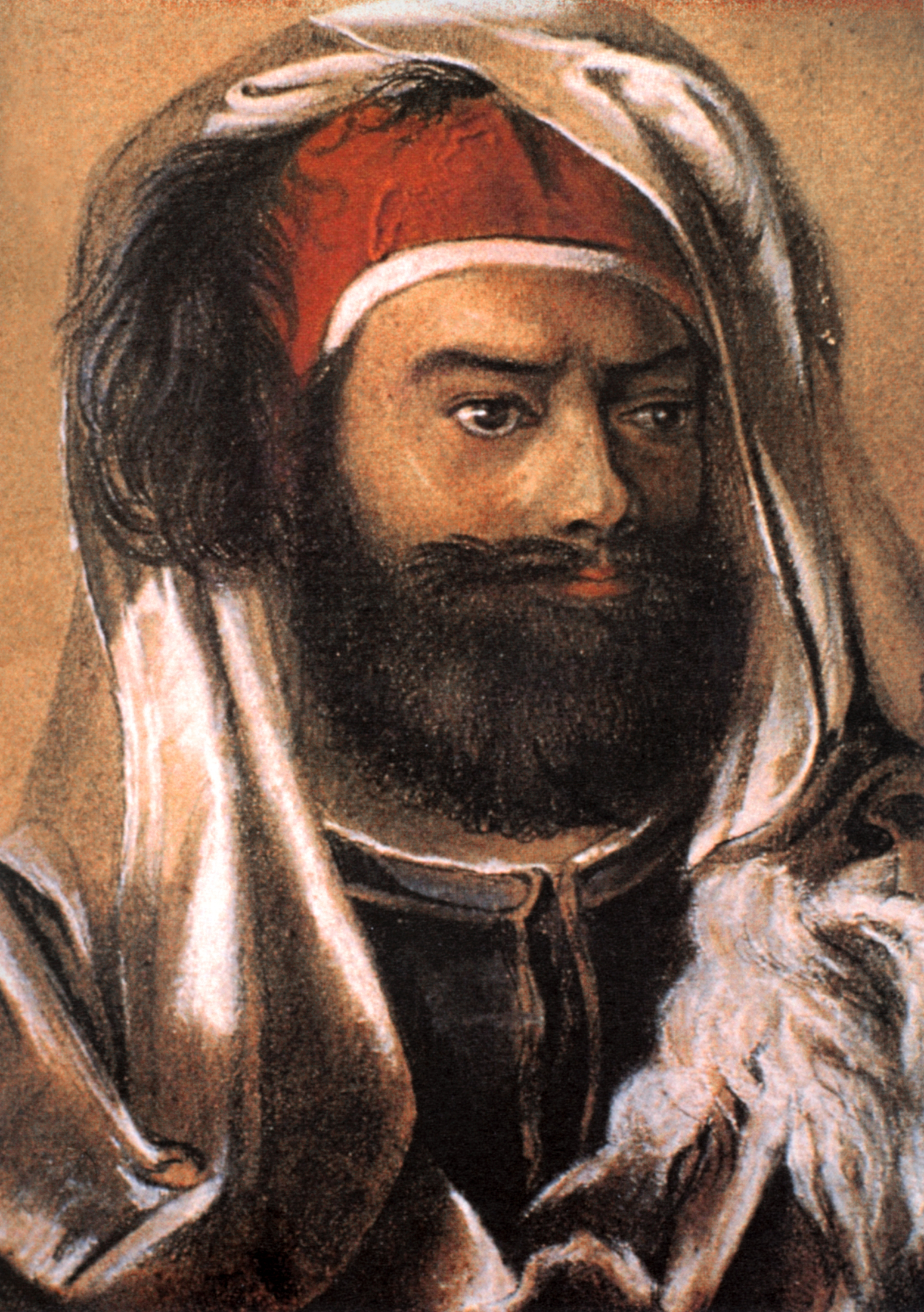
Ж.-Ф. Шампольйон в арабському костюмі під час франко-тосканської експедиції до Єгипту в 1828—1829 рр. Малюнок пастеллю Джузеппе Анжелеллі

Отриману в Греноблі професуру Шампольйон втратив після реставрації Бурбонів в 1815 як бонапартист і супротивник монархії. Більш того, за участь в організації «Дельфійського союзу» його заслано на півтора року. Позбавлений засобів до проживання в Греноблі, в 1821 році переселився до Парижа.

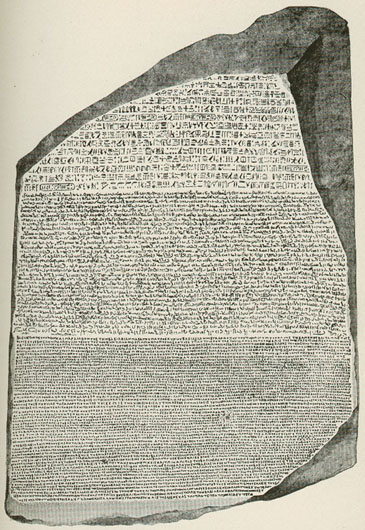
Розетський камінь, тексти якого вдалося розшифрувати Ж.-Ф. Шампольйону у 1829 р.

Активно брав участь у пошуках ключа до розшифрування єгипетських ієрогліфів, інтерес до яких посилився після відкриття Розетського каменю — плити з написом подяки жерців Птолемею V Епіфану, що датується 196 до н. е. Протягом 10 років він намагався визначити відповідність ієрогліфів сучасній коптській мові, яка походить від єгипетської, ґрунтуючись на дослідженнях шведського дипломата Давида Юхана Окерблата. Врешті-решт, Шампольйону вдалося прочитати обведені картушем ієрогліфи, що позначали імена «Птолемей» і «Клеопатра», проте його подальше просування гальмувала пануюча думка про те, що фонетичний запис став застосовуватися тільки в Пізнє царство або в період еллінізму для позначення грецьких імен. Однак незабаром він натрапив на картуші з іменами фараонів Рамсеса II та Тутмоса III, що правили у період Нового царства. Це дозволило йому висунути припущення про переважне застосування єгипетських ієрогліфів не для позначення слів, а для позначення приголосних звуків і складів.
У своїй праці «Lettre à Mr. Dacier relative à l'alphabet des hiéroglyphes phonétiques» («Лист пану Дасьє щодо алфавіту фонетичних ієрогліфів») (1822) Шампольйон підбив підсумок своїм першим дослідженням у царині розшифровки ієрогліфів, а поява його наступної праці «Précis du système hiérogl. d. anciens Egyptiens ou recherches sur les élèments de cette écriture» («Короткий нарис ієрогліфічної системи стародавніх єгиптян або дослідження елементів цього письма»)(1824) стало початком виникнення єгиптології. Роботи Шампольйона активно підтримав і пропагував його вчитель Сильвестр де Сасі, неодмінний секретар Академії написів, який сам раніше зазнав невдачі при спробі дешифрувати Розетський камінь.
Приблизно в цей же час Шампольйон систематизував єгипетську міфологію на підставі отриманого нового матеріалу («Panthéon égyptien»)(«Єгипетський пантеон»), а також вивчив колекції італійських музеїв, звернувши увагу наукової громадськості на Туринський царський папірус («Deux lettres à M. le duc de Blacas d'Aulps relatives au musée royal de Turin, formant une histoire chronologique des dynasties égyptiennes») («Два листи пану герцогові Блака д'Ольп щодо Туринського Королівського музею, що формує хронологічну історію єгипетських династій» 1826).

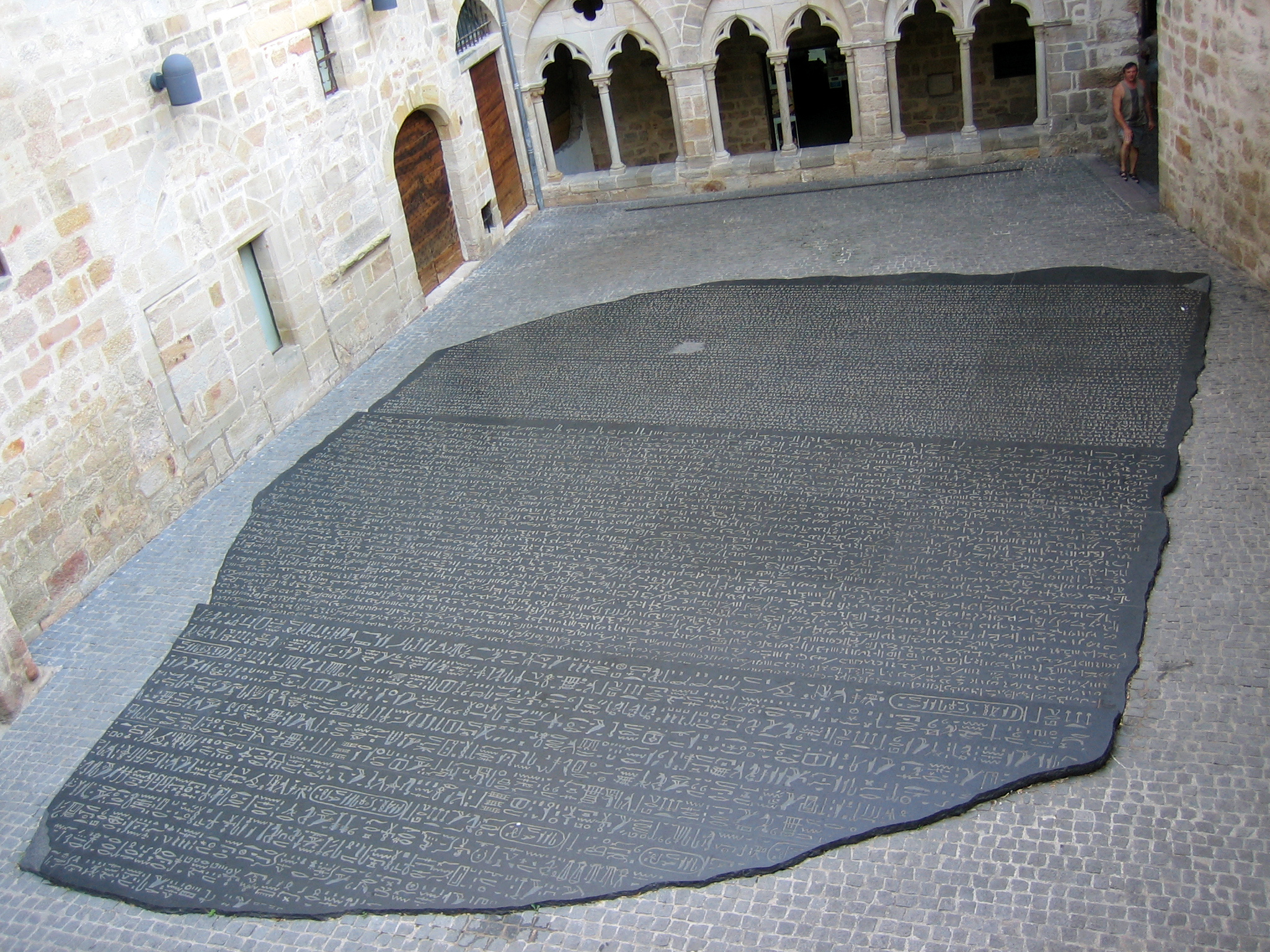
Площа писемності в сучасному Фіжаці (Франція). Монументальне відтворення Розетського каменю в пам'ять про Жан-Франсуа Шампольйона

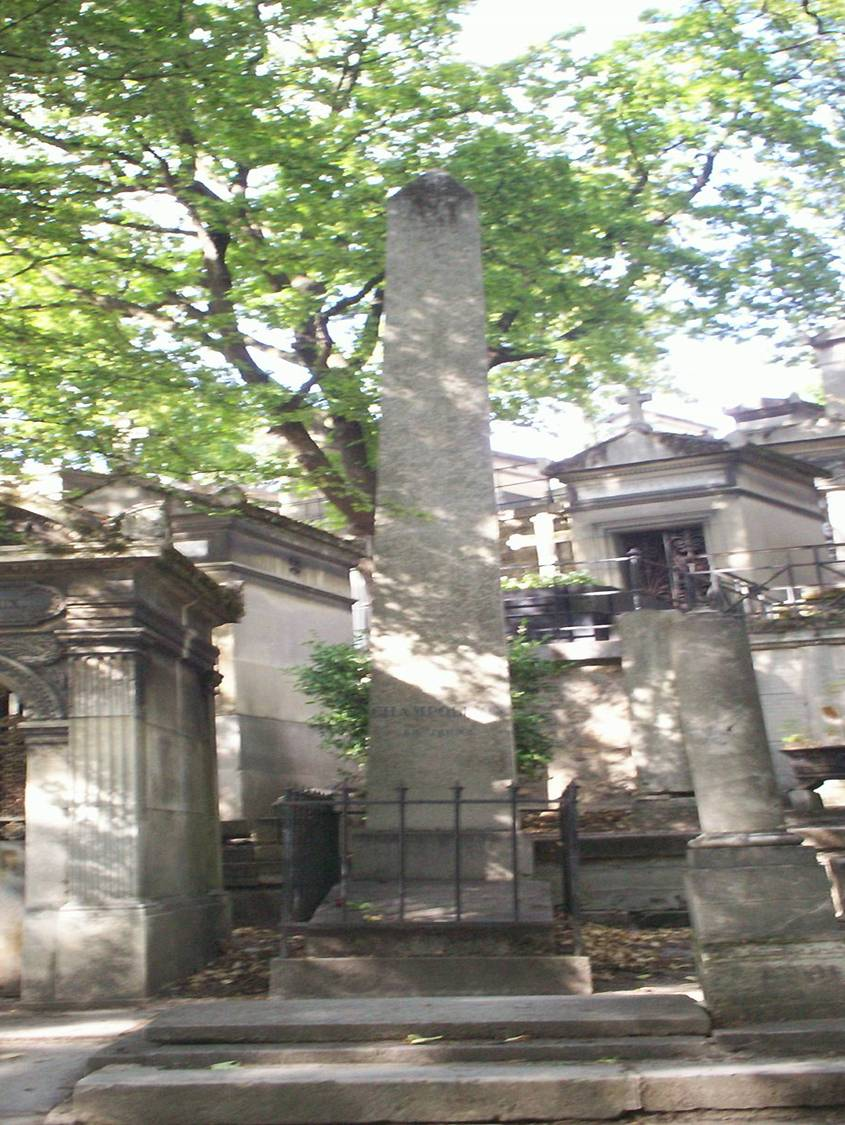
Могила Жана-Франсуа Шампольйона на кладовищі Пер-Лашез в Парижі з обеліском що підноситься над нею, який був важливим елементом давньоєгипетської архітектури

У 1826 році Шампольйону було доручено організувати перший музей, що спеціалізується на єгипетських старожитностях, а в 1831 році йому була надана перша кафедра єгиптології. Упродовж 1828–1829 років спільно з італійським лінгвістом Іпполіто Роселліні він здійснив свою першу експедицію в Єгипет та Нубію. Під час експедиції він вивчив величезну кількість давньоєгипетських пам'яток і написів, плідно працював над збиранням і дослідженням епіграфічного та археологічного матеріалу.
Під час відрядження до Єгипту Шампольйон остаточно підірвав своє слабке здоров'я і помер у Парижі в результаті апоплектичного удару у віці всього 41 року (1832), так і не встигнувши систематизувати результати своєї експедиції, видані вже після смерті Шампольйона в чотирьох томах під назвою «Monuments de l ' Egypte et de la Nubie» («Пам'ятники Єгипту і Нумібії») (1835–1845) і двох томів «Notices descriptives conformes aux manuscrits autographes rédigés sur les lieux par Champollion le jeunes» («Пояснювальні нотатки до авторських рукописів, написаних Шампольйоном — молодшим в місцях експедицій») (1844). Головний лінгвістичний твір Шампольйона, «Grammaire Égyptienne» («Єгипетська граматика»), також вийшов після смерті автора за розпорядженням міністра народної освіти Гізо. Шампольйон похований на кладовищі Пер-Лашез в Парижі.

## Музеї Ж.-Ф. Шампольйона
- Музей, присвячений Ж.-Ф. Шампольйону, був створений в родовому будинку батька єгиптолога в Фіжаці. Він був відкритий 19 грудня 1986 у присутності Президента Республіки Франсуа Міттерана та Постійного секретаря французької Академії стародавніх писемності і літератури Жана Лекляна. У 2007 музей після двох років ремонтно-відновлювальних робіт з розширення своєї площі знову відкрив свої двері. Це єдиний музей не тільки у Франції, а й у всій Європі присвячений як єгиптології, так й історії товариств і писемностей світу.
- Будинок-музей Ж.-Ф. Шампольйона створено в містечку Віф (департамент Ізер) в колишньому володінні брата єгиптолога.